# Taxigramma richteri
Taxigramma richteri är en tvåvingeart som först beskrevs av Boris Borisovitsch Rohdendorf 1961.  Taxigramma richteri ingår i släktet Taxigramma och familjen köttflugor.
Artens utbredningsområde är Iran. Inga underarter finns listade i Catalogue of Life.